# Call of Duty: World at War
Call of Duty: World at War (abreviado comúnmente como World at War o Call of Duty 5) es un videojuego de disparos en primera persona desarrollado por Treyarch y distribuido por Activision. Es la quinta entrega principal de la serie Call of Duty y es la cuarta entrada de la serie ambientada durante la II Guerra Mundial. El juego fue anunciado por Activision en junio de 2008 y fue lanzado en noviembre de 2008, para PlayStation 3, Windows, Xbox 360 y Wii. Otros juegos bajo el título World at War se publicaron para Nintendo DS y PlayStation 2, con diferentes historias y misiones.
La ambientación de World at War se sitúa durante la Segunda Guerra Mundial, incluyendo algunas batallas reales como la de Peleliu, Okinawa y la batalla de Berlín. El juego lo protagonizan tres personajes: C. Miller, un marine estadounidense que participa en el frente del Pacífico; Dimitri Petrenko, un soldado del Ejército Rojo, concurriendo en la batalla de Stalingrado con el sargento Viktor Reznov, personaje con el cual mantendrá una amistad durante toda la trama; John Locke, un artillero estadounidense durante la batalla de Okinawa, resulta ser el último personaje jugable, no obstante, aparece en solo una misión del juego. Como en otras ediciones de la serie, el videojuego es de disparos en primera persona de estilo bélico, y el ambiente cerrado y lineal se sigue manteniendo, al igual que otros títulos de la serie, debido a que cada misión es necesaria para progresar a través del juego y desbloquear más contenido sobre esta misma. World at War posee un modo multijugador en línea con distintos mapas y un modo cooperativo en línea de la campaña.
Call of Duty: World at War tuvo en buen éxito comercial. Fue el segundo juego más vendido en noviembre de 2008 en los Estados Unidos, con ventas de más de 1,41 millones de unidades. Las versiones para Xbox 360 y PlayStation 3 fueron el segundo y el noveno juego más vendido de diciembre de 2008 en Estados Unidos, vendiendo más de 1,33 millones y 533 000 copias, respectivamente. La versión de Xbox 360 fue el sexto juego más vendido de 2008, con más de 2,75 millones de copias vendidas. El título también recibió diversas críticas; se criticó el hecho de haber regresado a la Segunda Guerra Mundial y no haber continuado con el argumento de Modern Warfare; también de que el título se haya saltado varias etapas de la guerra y solo haber representado las últimas batallas de esta. Sin embargo, también fue elogiado por su representación más oscura y cruda del ambiente de la Segunda Guerra Mundial, y por el nuevo modo cooperativo introducido. El juego posee un puntaje promedio de 85 sobre 100 para las plataformas Xbox 360, PlayStation 3 y Microsoft Windows en sitios web como Metacritic y GameRankings.

## Argumento
La campaña de un jugador se divide en dos historias, la estadounidense y la soviética. La primera se centra en la participación estadounidense en la guerra del Pacífico mientras que la soviética se centra en el Frente oriental. Ambas historias se solapan pero nunca convergen. 
Al inicio de cada misión, el juego realiza una introducción cinemática de los acontecimientos previos, usando parte de metraje original grabado durante la Segunda Guerra Mundial.

### Personajes
En las versiones de Microsoft Windows, PlayStation 3 y Xbox 360 se presentan tres personajes controlables los cuales nos relatan la historia en primera persona. Para la versión de Wii se prescindió del tercer personaje, John Locke, debido a que la misión «Gatos negros» no fue incluida.

#### Personajes de la campaña estadounidense
El primer personaje manejable es el soldado C. Miller, un marine perteneciente a los Marine Raiders, quien participa en la campaña del Pacífico contra el Imperio Japonés. En 1942, mientras participaba en una misión de reconocimiento, fue capturado junto con otros soldados. Miller es rescatado días después por el cabo Roebuck, del 2º batallón de los Raiders, en el marco de la incursión al atolón de Makin. Otros personajes no controlables notables en esta campaña son el sargento Tom Sullivan y el soldado Polonsky. Mientras avanza la trama, Sullivan es asesinado, y Roebuck pasa a ser el líder del pelotón de Miller.
El tercer personaje controlable de la campaña es John Locke, que es jugable sólo en la misión «Gatos negros» (no disponible para Wii). Locke es un artillero de un hidroavión PBY Catalina, el cual tiene como misión acabar con una flota de cargueros japoneses que se dirigen hacia Okinawa. 

#### Personajes de la campaña soviética
El segundo personaje controlable es el soldado Dimitri Petrenko, un soldado de la 150.ª División de Fusileros, que participa en la batalla de Stalingrado, ubicada en Volgogrado, en el Frente oriental. Durante esta batalla Dimitri conoce al sargento Viktor Reznov (doblado en inglés por Gary Oldman). Tres años más tarde, participa en la batalla de Seelow conociendo al soldado Chernov, un soldado a las órdenes de Reznov. Chernov demuestra un comportamiento antibelicista, oponiéndose a asesinar a enemigos indefensos. Chernov también documenta su visión de la guerra en un diario. Durante el transcurso del juego Reznov infravalora a Chernov por sus ideas, sin embargo, cuando Chernov muere, Reznov recula y le valora personalmente.

### Sinopsis

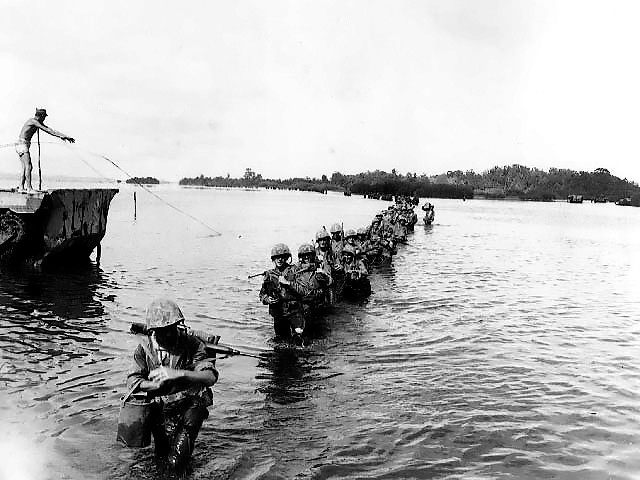
Marines en la bahía de Peleliu.

1. Semper Fi: (Desarrollo:  Isla de Makín) El juego comienza en el Atolón de Makin, en la noche del 17 de agosto de 1942. El marine C. Miller observa la tortura y posterior ejecución del soldado K. Pyle por los japoneses. Antes de que estos puedan ejecutarlo a él, Miller es salvado por el cabo Roebuck, del 2º batallón de los Marine Raiders, liderados por el sargento Tom Sullivan.
2. Pequeña resistencia: (Desarrollo:  Isla de Peleliu)
La siguiente misión se inicia dos años después, el 15 de septiembre de 1944, durante la batalla de Peleliu. Ahora pertenecientes a la 1.ª División de Marines, Sullivan y sus hombres desembarcan en Peleliu. Después de romper las líneas defensivas japonesas de la playa, Miller destruye dos tanques Tipo 97 solicitando un bombardeo de artillería, impidiendo el avance japonés. Al final de la misión, el sargento Sullivan fallece al ser apuñalado con una katana por un oficial japonés. 
3. Aterrizaje duro: (Desarrollo:  Isla de Peleliu)
15 de septiembre de 1944. Roebuck, (ascendido a sargento) junto con su pelotón, se abren camino a través de los pantanos de Peleliu para lanzar un asalto a una base aérea japonesa, y destruir los cañones antiaéreos. Tras acabar con toda la base japonesa, Roebuck es avisado de que se realizará un contraataque hacia ellos, y que la ayuda llegará después de un tiempo. Miller, Roebuck, Polonsky y todo el pelotón, luego de haber resistido un ataque de tanques, camiones y varios soldados, es salvado por los ataques aéreos aliados.
4. Vendetta: (Desarrollo:  Stalingrado)
En cuanto acaba la anterior misión (3. Aterrizaje duro) el juego salta hacia atrás en el tiempo y se dirige al Frente Oriental, iniciándose así la campaña soviética.
La campaña comienza el 17 de septiembre de 1942, durante la batalla de Stalingrado. El soldado Dimitri Petrenko, del Ejército Rojo, recobra el conocimiento en una fuente, justo en el momento en que tropas alemanas asesinan a unos camaradas heridos a su lado. Cuando estos se alejan sin darse cuenta de que Dimitri sigue vivo, conoce al sargento Viktor Reznov, otro superviviente. Reznov le revela a Dimitri sus intenciones de asesinar al general alemán Heinrich Amsel, responsable de la masacre ocurrida en Stalingrado. Después de asesinar a algunos alemanes en el camino, Dimitri sigue a Reznov a través de unos edificios y calles, en donde son avistados y deben huir. Tras escapar de un edificio en llamas y quedar malheridos, son salvados de morir fusilados por una unidad soviética cercana. Reznov y Dimitri se unen al esfuerzo de esta unidad soviética de capturar una torre de comunicaciones. Una vez conseguido, Reznov ayuda a Dimitri a conseguir una buena posición para asesine a Amsel. Posteriormente escapan juntos por el río Volga. Esta misión está fuertemente influenciada por la película Enemigo a las puertas.
5. Su tierra, su sangre: (Desarrollo:  Colinas de Seelow, Alemania)
La siguiente misión se inicia tres años después de los sucesos anteriores, el 18 de abril de 1945, durante la batalla de Seelow, cerca de Berlín. Dimitri, ahora soldado del 3º ejército de choque, ha sido capturado por los soldados alemanes en una casa abandonada. Este es salvado cuando el Ejército Rojo ataca la casa, y Reznov junto a Chernov entran y lo salvan. Tras el avance a través de las líneas alemanas, logran hacer avanzar a los tanques soviéticos, hasta llegar a un campamento alemán. El campamento y los alemanes son arrasados, seguido a esto, Reznov le asegura a todo su pelotón, sobre todo a Dimitri, que llegarán a Berlín y que pronto tendrán su venganza.

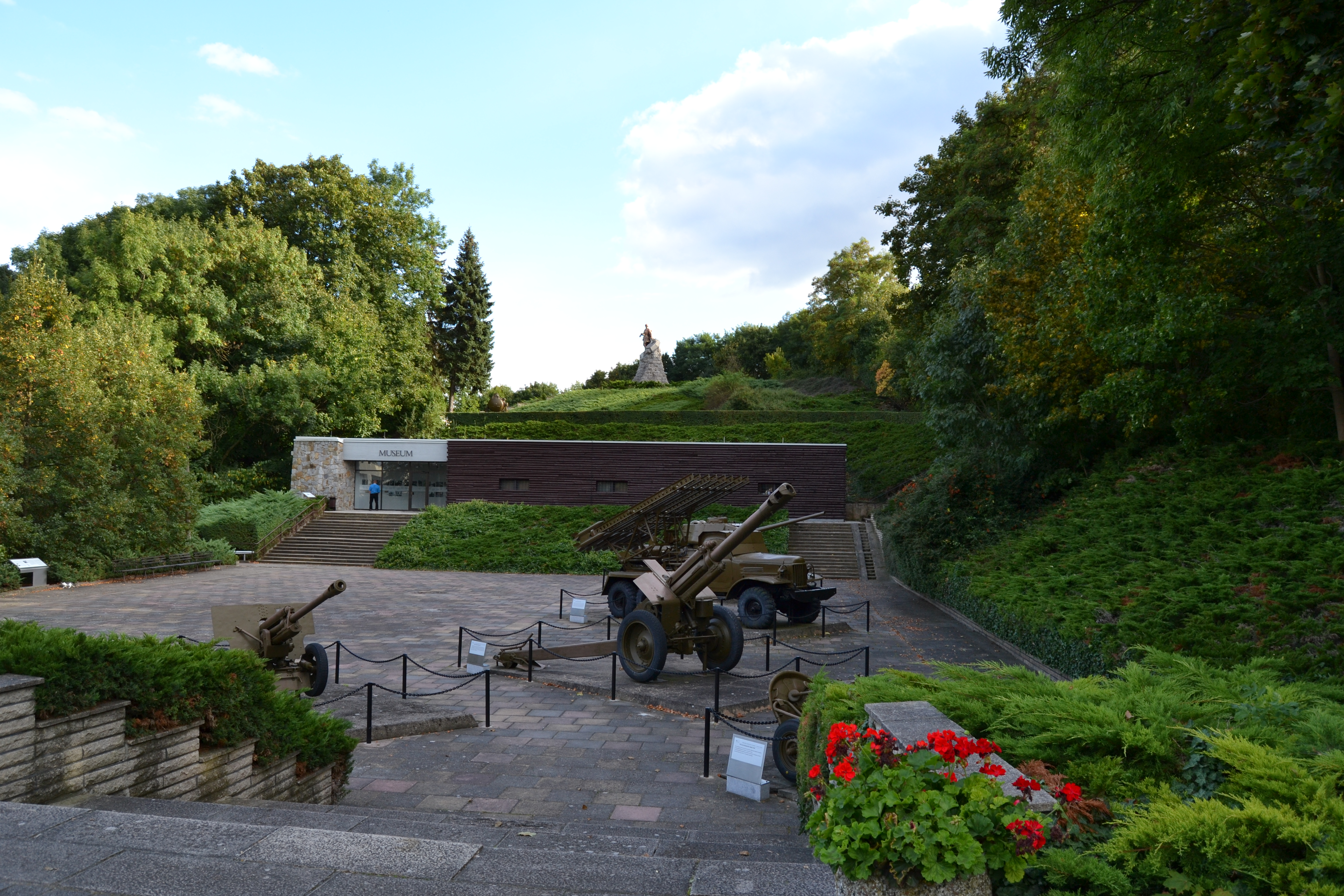
Colinas de Seelow actualmente.

6. Quémenlos: (Desarrollo:  Isla de Peleliu)
Tras la 5º misión, el juego vuelve al Frente del Pacífico. 
El mismo día que las misiones 2 y 3, el 15 de septiembre de 1944, los estadounidenses siguen presionando a las tropas japonesas hacia dentro de la isla de Peleliu. Miller (equipado con un Lanzallamas M2) y su unidad acaban con las defensas japonesas y con los morteros enemigos, asegurando que los tanques aliados puedan avanzar. 
7. Implacable: (Desarrollo:  Isla de Peleliu)
Al día siguiente, 16 de septiembre de 1944, el pelotón tiene la misión de eliminar las posiciones de artillería antiaérea en el corazón de la isla.Tras verse obligado a bajar de su tanque, el pelotón deberá ir eliminando las posiciones de artillería japonesa. Miller avanza junto al resto de estadounidenses hasta llegar a unas cuevas (El punto) y elimina a la infantería en los túneles. Después de eso, el pelotón se reagrupa y se presupone que la isla está tomada.
8. Sangre y hierro: (Desarrollo:  Colinas de Seelow, Alemania)
A continuación se retorna al Frente Oriental.
16 de abril de 1945, Dimitri y Reznov conducen unos tanques T-34, abriéndose paso entre las últimas líneas alemanas en Seelow. Las tropas soviéticas a continuación, suben a un tren directo a Berlín. Reznov, en el viaje, le dice a Dimitri que es un hombre con suerte y que gracias a él se ha llegado tan lejos, argumentando que mientras él viva, el corazón del Ejército Rojo jamás se romperá. 
9. El anillo de acero: (Desarrollo:  Berlín, Alemania)
A su llegada, acaban con los soldados alemanes en las afueras de la ciudad, dando comienzo a la batalla de Berlín. Posteriormente, y ya en el centro de Berlín, los soviéticos avanzan por las calles, matando a cualquier soldado que se interponga en su camino, en el que tres soldados alemanes están tratando de rendirse. Reznov, después lo vivido en Stalingrado junto con Dimitri, no está dispuesto a negarle la venganza a su pelotón, y le da a Dimitri la opción de determinar el método de la muerte —que él asesine a los soldados, o que bien, los soldados soviéticos puedan quemarlos vivos con cócteles molotov—, luego traviesan un manicomio en ruinas para salir por un hueco al fondo de dicho edificio, y siguen por una calle persiguiendo a los alemanes hasta una barricada. 
10. Desalojo: (Desarrollo:  Berlín, Alemania)
Luego, Dimitri, y su pelotón se ven forzados a entrar al U-Bahn de la ciudad, debido a que la ciudad estaba literalmente desplomándose por ataque aéreos. Estos bajan a las plataformas del metro, y comienzan a luchar con soldados atrincherados en ellas. Sin embargo, una oleada de agua llena el túnel y Dimitri, sin poder evitar la ola, se ahoga, sin saber que ocurre con él.
11. Black Cats: (Desarrollo:  Isla de Okinawa)
El juego se desplaza de nuevo hacia el Pacífico, al día 3 de abril del 1945, durante la batalla de Okinawa. El jugador asume el control del suboficial Locke, artillero a bordo de un hidroavión PBY Catalina, participa en un ataque contra tres buques mercantes japoneses, los cuales se dirigen hacia Okinawa. Luego de haber cumplido su misión, en su camino de regreso a la base, una flota estadounidense es atacada, replicando la Operación Ten-Gō. El PBY de Locke, el cual es el único avión que está lo suficientemente cerca de la flota para acudir en ayuda, llega de inmediato al lugar. En el lugar en cuestión, Locke es capaz de rescatar algunos pocos marineros estadounidenses en el mar, mientras cientos de otros mueren sin remedio, además de acabar con las lanchas torpederas japonesas y los aviones kamikazes. Con el PBY casi destruido por completo, y con un ataque kamikaze que viene directo hacia ellos, más aviones estadounidenses llegan para ayudar, salvando al PBY de milagro, concluyendo la misión.
12. Antorcha y sacacorchos: (Desarrollo:  Isla de Okinawa)
En la siguiente misión, el equipo de Miller hace un asalto por tierra en Okinawa. Posteriormente acaban con los japoneses en las trincheras, lo que permite el avance de los tanques estadounidenses.

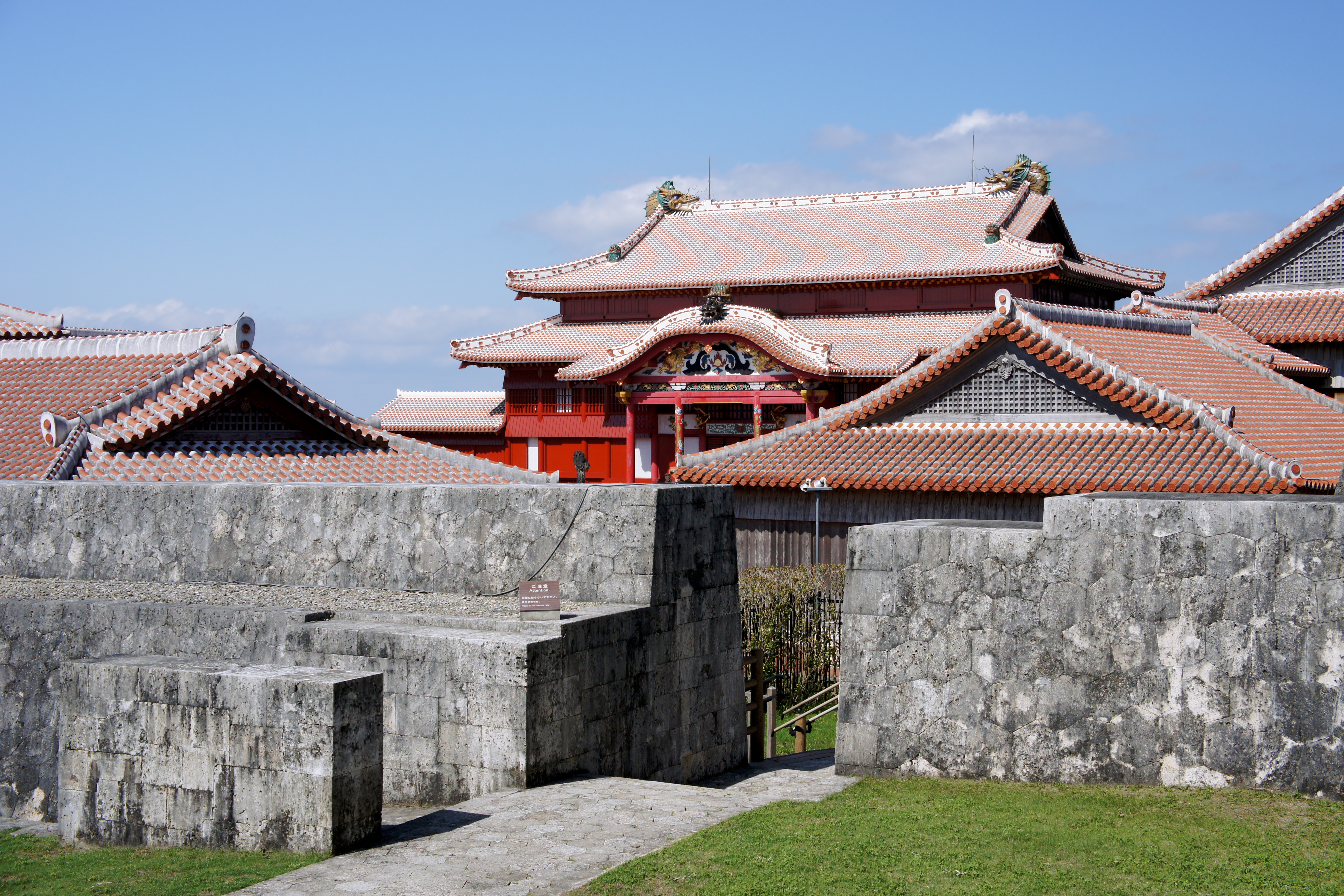
En el juego, la toma del Castillo Shuri es el último paso para vencer a los japoneses en Okinawa. El edificio es el último escenario de la campaña estadounidense.

13. Límite: (Desarrollo:  Isla de Okinawa)
A un paso de ganada la batalla, los estadounidenses asaltan el Castillo Shuri como última jugada en Okinawa. Después de haber despejado la entrada, llegan al centro del castillo, y acaban con las últimas resistencias japonesas. Una vez dentro de este, se encuentran con soldados japoneses, los cuales tienen la intención de rendirse. Sin embargo, cuando Roebuck y Polonsky se acercan a ellos con intención de tomarlos prisioneros, estos activan las granadas ocultas bajo su ropa, momento en el jugador debe elegir si salvar o bien a Roebuck, o bien a Polonsky. Después de lo ocurrido, el resto de las tropas estadounidenses llegan para ayudar al pelotón y contraatacar a los soldados japoneses restantes en el castillo. Miller solicita el ataque aéreo, para acabar con los dos edificios del Castillo. Los estadounidenses logran tomar el Castillo Shuri, y la campaña estadounidense acaba. Las últimas palabras son las que provienen de la mente de Miller, quien recuerda lo dicho por Roebuck, diciéndole lo duro que ha sido toda esta tarea y que pronto estarán en casa.
14. El corazón del Reich: (Desarrollo:  Berlín, Alemania)
La misión final comienza con un confundido Dimitri siendo arrastrado por Reznov fuera del U-Bahn luego de haberse ahogado, en lo que Reznov le insiste a este que es un hombre de suerte, y que se ha salvado de milagro de no morir ahogado. Luego de volver a reagruparse con la infantería soviética, el Ejército Rojo entonces avanza hacia el edificio del Reichstag. Dimitri destruye cuatro FlaK 88 mm para permitir que los tanques avancen, y poder acabar con el resto de la infantería alemana. Durante el asalto a la entrada del Reichstag, Chernov resulta gravemente herido por el ataque de un lanzallamas alemán, y no puede continuar, incapaz de seguir luchando. 

El juego tiene como último escenario el Reichstag, su interior y la azotea. En la imagen, se muestra el edificio tras la batalla.

15. Caída: (Desarrollo:  Reichstag, Berlín, Alemania)
Reznov, Dimitri y el resto de los soldados soviéticos acaban con todos los defensores del Reichstag para poder llegar a la azotea. Luego de que todos hayan sido eliminados, Dimitri se dirige a colocar la bandera soviética en signo de victoria. Sin embargo, antes de que pueda arriar la bandera nazi, a Dimitri le dispara un soldado alemán herido, el cual Reznov remata con su machete poco después. Aunque herido, Dimitri planta la bandera soviética, señalando la victoria soviética. Finalmente, un feliz Reznov felicita y halaga a Dimitri diciéndole las mismas palabras dichas hace años, explicándole que es un hombre que siempre ha sobrevivido y que él es la razón de que el «corazón del Ejército Rojo siga latiendo».

## Sistema de juego

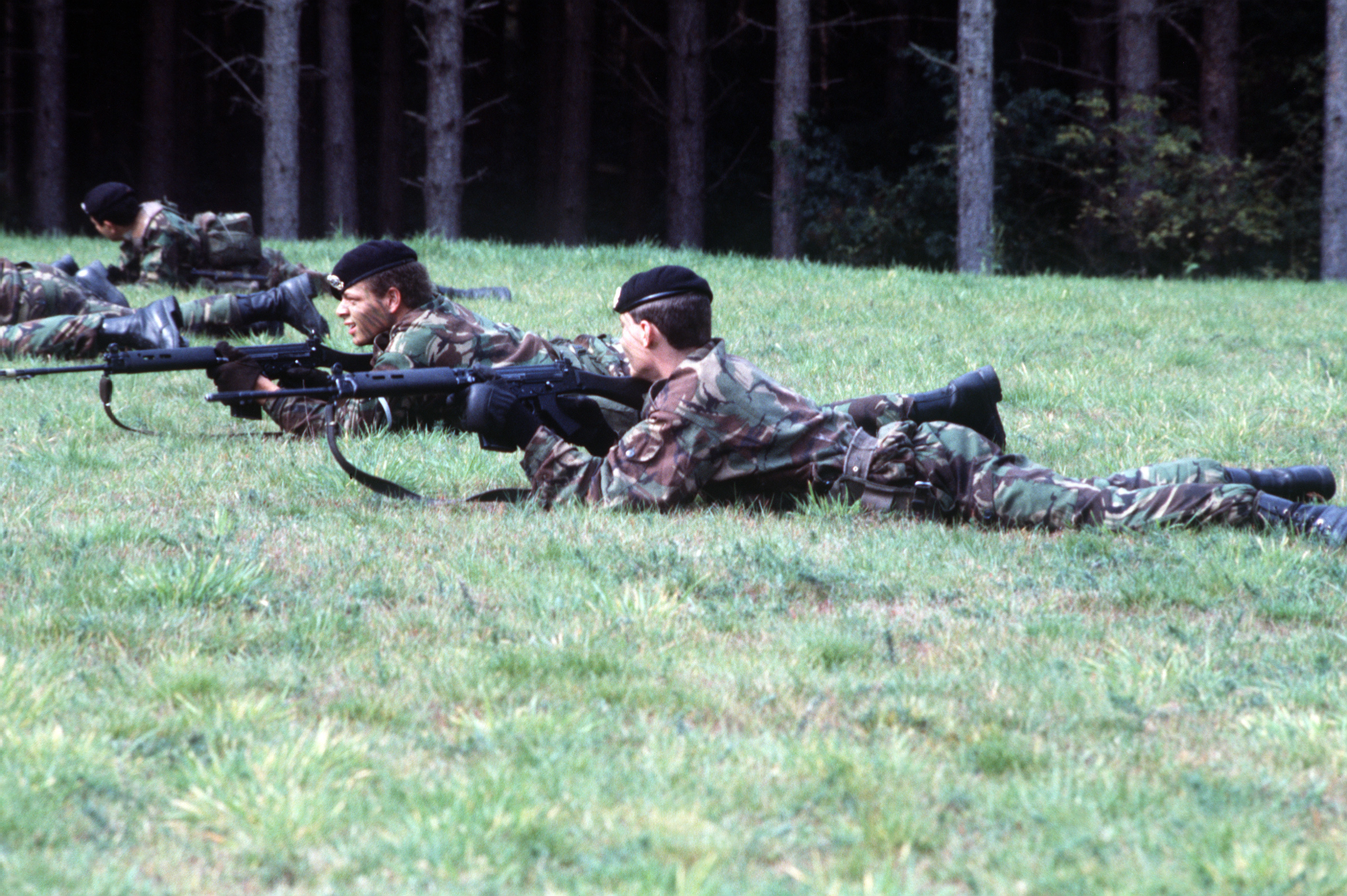
El esquema del posicionamiento del jugador ha sido mejorado gráficamente, haciendo más realística la forma en la que se verá afectada el movimiento, velocidad, precisión y efectividad del arma y sigilo del jugador; incluyendo la retina del jugador, la cual cambiará en su tamaño según la posición del jugador en la que se encuentre, y también el alcance efectivo y la precisión del arma a usar. En la imagen, unos soldados en decúbito prono.

Call of Duty: World at War está estructurado de manera similar a los juegos anteriores de la serie. El núcleo de este consiste en elementos de un juego de disparos en primera persona, de estilo bélico, mostrando la mayor parte del juego desde los ojos del personaje a asumir en los distintos escenarios del videojuego. El jugador es capaz de caminar, correr, saltar y nadar; y así como principal y básicamente, utilizar armas y combatir.
El ambiente cerrado, y lineal se sigue manteniendo al igual que otros títulos de la serie. Cada misión es necesaria para progresar a través del juego y desbloquear más contenido sobre esta misma. Sin embargo, el juego se acerca muy ligeramente al género de final abierto, debido a que hay múltiples maneras de completar los objetivos, esto, debido a que en ciertos puntos durante el juego, el jugador es forzado a decidir entre salvar la vida a un personaje u otro (teniendo la posibilidad de salvar solamente a uno de los dos), sin embargo, la salvación y/o muerte de los personajes no influye en gran sentido a tal punto en que no se le da importancia si salvar a uno u otro, esto debido al poco cambio en el argumento.
Call of Duty: World at War presenta una temática menos madura, cruda y violenta que los otros juegos de la serie. Debido a que el sistema de combate con armas; y el motor de gráfica y movimiento, ha sido revisado a un mejor esquema en primera persona, lo cual nos crea un ambiente más realista a la Segunda Guerra Mundial, y una física nunca antes vista en algún título de la saga:
El HUD mantiene la clásica forma de los anteriores títulos de la serie: la retícula del jugador aparece como cuatro segmentos delgados en forma de cruz en el centro de la pantalla. Esta cruz representa el área de propagación de tiro del arma. Esta se verá afectada en su tamaño según la posición del jugador en la que se encuentre, y también el rango de efectividad y precisión del arma a usar. Los segmentos además son capaces de cambiar su color dependiendo del objeto o persona que se le ponga encima: estos segmentos pueden ser blancos (si es un objeto sin relevancia alguna en el entorno del jugador), verdes (si es un personaje/vehículo aliado o no agresivo) o rojos (objetivos hostiles o de asesinato). El jugador también posee en el HUD un indicador de granadas, el cual aparecerá en la pantalla en momentos en que el jugador esté cerca de una. Este indicador tendrá más contraste a medida que el jugador esté más cerca de la granada. El indicador ayuda al jugador para bien devolver o alejar la granada acercándose y lanzándola, o simplemente correr lejos de ella para evitar ser herido. El jugador es capaz de efectuar el uso de su arma de dos maneras; «Point shooting» (conocido en el juego como «Firing from the Hip»), la cual es la menos efectiva, y con menos precisión; y «disparar desde la mira», conocido como ADS (Aim Down Sights), la cual aumenta la precisión del arma usada en un alto por ciento de rango de efectividad.
El jugador puede posicionarse en tres diferentes posturas: Parado, agachado y decúbito prono. Cada una afecta a los diferentes índices de movimiento, velocidad, precisión y efectividad del arma y sigilo del jugador. El jugador además puede correr por un corto tiempo, esto afectará aún más los índices del HUD, sobre todo la retícula del jugador. Solamente se puede correr mientras se encuentre parado. Mientras se corre, el jugador no es capaz de disparar, golpear o recargar su arma, ni ninguna otra acción. Usar cobertura ayuda al jugador a evitar el fuego enemigo o recuperar la salud después de recibir un daño significativo, debido a que —al igual que otros títulos anteriores de la serie— no existen incrementos de armadura o salud. Cuando el personaje ha recibido daño, los bordes de la pantalla se pondrán en un tono de sangre salpicada, y los latidos del corazón del jugador se incrementarán. Si el personaje permanece fuera de la zona de fuego por algunos segundos, este se podrá recuperar.
La campaña posee —al igual que otras entregas de la serie— niveles de dificultad a elección del jugador, los cuales aparecen al comienzo de una nueva partida, o al momento de elegir una misión al azar, estos son cuatro; «recluta», que es el menos complicado y el que menos retos posee durante la campaña; «profesional», en donde el jugador posee más retos con un poco más de dificultad, pero todavía no es suficientemente difícil; «curtido», modo el cual es ideal para jugadores experimentados, y que posee enemigos más listos y peligrosos (a pesar de ser los mismos), y muchos más retos que las dificultades anteriores; y por último, «veterano», siendo el último y el más arduo nivel de dificultad, donde los enemigos se vuelven brutales y extremadamente precisos con las armas. Cuando lo desee, mientras se esté en el modo para un jugador, el jugador es capaz de disminuir la dificultad al modo que anteceda el cual el jugador se encuentre en ese momento, por ejemplo, si el jugador se encuentra en el nivel «curtido», este disminuirá a «profesional».

### Armas y equipamiento
El regreso del juego al conflicto bélico de la Segunda Guerra Mundial reintroduce armas y tecnología que han sido vistas en otros juegos de la saga Call of Duty, como por ejemplo el subfusil Thompson, o el lanzacohetes antitanque Panzerschreck. El jugador obtiene el acceso a estas en el transcurso del juego, pero solo puede portar dos armas junto con granadas. Las armas de los enemigos muertos pueden ser recogidas para reemplazar armas en el arsenal del jugador. Los jugadores pueden también encontrar armas con accesorios adicionales, incluyendo, por ejemplo, armas equipadas con miras telescópicas, bayonetas y bocachas lanzagranadas.
El jugador es capaz de portar dos armas (sin importar el tamaño de estas) y dos tipos de granadas, granadas letales y tácticas. Dentro del modo de la campaña para un jugador, la granada letal siempre será una granada de fragmentación, sin embargo, las granadas tácticas se adaptan a cada misión correspondiente a lo largo del juego. El jugador también es capaz de llevar un cuchillo, el cual puede ser utilizado en cualquier momento, y, a diferencia de otras armas, esta no cuenta en la ranura del arsenal que posea el jugador en el juego. El jugador además es capaz de realizar ataque cuerpo a cuerpo, o Melee Attack, únicamente con el cuchillo; el uso de esta arma es letal, sin embargo, solo es útil cuando se tiene al enemigo directamente en frente del jugador.

### Multijugador
Call of Duty: World at War incluye contenido multijugador en línea similar al establecido en Call of Duty 4: Modern Warfare, el cual usa un sistema similar de pertrechos y rangos. Los jugadores usan un personaje elegido por el servidor dependiendo de las condiciones de la batalla (por ejemplo, si se es nazi, el traje y las voces del juego del beligerante correspondiente), no obstante, las armas y sus accesorios pueden ser elegidos con total libertad (independientemente de la nación elegida). Los jugadores poseen un sistema de puntos, los cuales se ganan durante los modos de juego cumpliendo los objetivos pedidos en un determinado juego, los puntos ganados durante el juego se trasladan a un nivel en que el personaje dispone de más armas y habilidades para usar, según el nivel en el cual se encuentre el jugador. Con este nivel, el jugador es capaz de obtener nuevas armas y habilidades. Este también es capaz de crear y modificar una clase de armas a su gusto, junto con las habilidades y accesorios de las armas. Los anfitriones de juegos pueden controlar el mapa y la duración del juego. Además, los jugadores que tengan como amigo a un usuario de su misma consola podrán hacer una «fiesta», donde estos podrán unirse con anterioridad, para luego unirse a algún juego en línea, el juego a escoger debe ser en equipos. El juego posee un modo de juego de hasta 4 jugadores, este se separa en dos modos generales: «Competitivo», en donde los puntos ganados irán solamente al jugador que obtenga la cantidad mayor, estos irán al sistema de puntos del multijugador; y «Cooperativo», en donde también hay puntos, pero no competencia directa sobre estos. En estos modos se podrá jugar la campaña y un minijuego llamado «Nazi zombies». El juego no posee ninguna pantalla partida. La versión de Wii del título incluye multijugador en línea, la cual no permite el modo de pantalla dividida, pero dos jugadores pueden jugar a través de un modo «cooperativo de escuadrón» que permite a ambos jugadores experimentar el juego a través de la misma pantalla y el mismo punto de vista.
Entre los numerosos desastres que generó el huracán Sandy, está la interrupción de los servidores de Call of duty. Estos fallos se paliaron a los pocos días, no obstante, en Call of duty world at war PS3 no hubo un arreglo completo, ya que los servidores no guardan tus avances en línea, por lo que subir de nivel es imposible.
Hay varios modos de juego disponibles. El modo multijugador posee dos opciones generales: «Core» y «Hardcore» —la gran diferencia de estos es que el segundo tiene el HUD totalmente limitado; la cantidad de vida es más corta, y tardía en recuperarse; y el mapa desaparece por completo para todos los jugadores—. Los juegos incluyen; «Partida a muerte por equipos», donde 2 equipos compiten para acumular la mayor cantidad de muertes en un juego de combate tradicional; «Todos contra todos», donde 12 jugadores compiten contra cada uno de los participantes, sin equipos —la conexión previa de equipos por medio de «fiestas» no está permitida—; «Captura la bandera», involucrando a dos equipos, los cuales compiten por el control de banderas, las cuales se encuentran en áreas designadas del mapas y controlarlas el máximo tiempo posible; «Buscar y destruir», involucrando a dos equipos, en donde uno de ellos debe destruir un determinado objeto, mientras que el otro equipo debe resguardar el objeto, ganará el equipo que o bien mate a todos miembros del equipo contrario, o bien cumpla con el objetivo —destruir o resguardar el objeto—; «Sabotaje», el cual involucra dos equipos; «Guerra», parecido a «Partida a muerte por equipos»; «Cuartel General"; y «Dominación».

#### Mapas
Hay varios mapas disponibles en el modo multijugador de Call of Duty: World at War, son catorce en total, además de ocho mapas más, los cuales son accesibles en los tres distintos contenidos descargables. Los mapas son; «Airfield», el cual representa un cementerio de aviones japoneses, en este también se encuentran algunos túneles. Basado en el aeródromo de Peleliu, en la misión Aterrizaje duro; «Asylum», mapa formado por un edificio en ruinas, y basado en un supuesto manicomio de Berlín, el cual aparece en la misión Anillo de acero; «Castle», recreando al castillo Shuri de Isla de Okinawa, básicamente en los jardines de este; «Cliffside», mapa que recrea la fase intermedia de la misión Sopletes y sacacorchos. Además se pueden encontrar búnkeres de terreno abierto, y un aspecto selvático en el mapa; «Courtyard», al igual que Castle, recrea el castillo Shuri, sin embargo, este recrea el patio interior del castillo; «Dome», en este se recrea el tejado del edificio del Reichstag en ruinas. Este se encuentra en la misión Downfall; «Downfall», recrea la ciudad de Berlín, cerca del edificio del Reichstag; «Hangar», Mapa en el cual se puede encontrar un hangar japonés, formando un exótico paraje urbano; «Makin», basado en el primer escenario de la misión Siempre Fiel, en Butaritari. El combate se desenvuelve en un ambiente nocturno, desde en medio de la selva, hasta una playa llena de cabañas; «Makin Day», idéntico a Makin, pero el ambiente es diurno, y hay mucho menos agua en la playa; «Outskirts», el cual es casi idéntico al mapa Upheaval; sin embargo, este representa un paisaje urbano y algunas casas de Berlín, además de ser más amplio; «Roundhouse», mapa que tiene un claro ambiente industrial. Este, al parecer, se ubica en una fábrica de Berlín; «Seelow», representa un campo abierto con algunas colinas. Inspirado de la misión Su tierra, su sangre; y por último «Upheaval», el cual recrea un paisaje urbano basado en las casas de Berlín, las cuales aparecen en la misión El anillo de acero. La gran cantidad de casas con ventanas hace que sea uno de los mejores mapas para usar fusiles de francotirador.
Los mapas de contenido descargable son: «Nightfire», mapa que toma lugar en las calles asoladas de Berlín, mezclado con un ambiente nocturno; «Knee Deep», se basa en un escenario con varias fortificaciones japonesas destruibles de Peleliu; «Station», el cual consiste en los restos dañados de una estación de U-Bahn en Berlín. El escenario está basado en una escena de la misión Desalojo; «Banzai», mapa que ambienta una jungla junto con un río con puente, además de túneles; «Corrosión», situado en un depósito de trenes en Rusia. En este se pueden encontrar tuberías y vagones de tren rotos por montón; «Sub Pens», un mapa situado en una base de submarinos japonesa bombardeada. Su ambiente es lluvioso; «Battery», el cual tiene lugar en unas posiciones de artillería costera abandonadas del Pacífico; «Breach», se encuentra en las calles atestadas de Berlín, en Alemania. Está cerca de la Puerta de Brandenburgo; y por último, «Revolution», mapa que se basa en una ciudad industrial de Rusia.

### Nazi zombies
El modo cooperativo incluye un modo de juego llamado «Nazi zombies», el cual se desbloqueaba después de haber completado la campaña de un jugador, pero, debido a la popularidad que ganó en poco tiempo, en una actualización se hizo que se pudiera jugar sin necesidad de haber terminado la campaña de un jugador. El juego consiste en que el jugador debe luchar contra un número ilimitado de zombis nazis, los cuales aparecen por rondas (un modo de juego basado en Survival horror).
 Los jugadores pueden trabajar juntos con otras personas en el modo cooperativo de 2 jugadores en una misma consola con pantalla dividida o de 2 a 4 en modo multijugador en línea. Los zombis continuamente rompen ventanas y paredes para dar caza a los jugadores golpeándolos con los brazos. Al principio los zombis son lentos y débiles, pero según el mapa, éstos empiezan a correr antes o después (Primer mapa: ronda 7, resto de mapas: ronda 3) y a medida que el tiempo pasa se aumenta la dificultad de la partida. En la primera ronda basta con un corte con el cuchillo para acabar con ellos, pero a partir de ahí la cosa se complica. El jugador puede demorar la entrada de los zombis reparando las ventanas y paredes que estos destruyan. Si a algún jugador le golpean más de dos veces, cae al suelo a no ser que disponga de una ventaja llamada "Titán" (de la que hablaremos más adelante), en cuyo caso se necesitarán entre 6 y 8 golpes para derribarlo. Al caer se tendrá una jugabilidad similar a la de estar tumbado, pero sin poderse mover del sitio. Estará así hasta que un compañero se acerque y lo salve (si se juega en cooperativo), hasta que se le agote el tiempo, muera y pase a modo espectador hasta que termine la ronda (perdiendo así las armas de las que dispone) o hasta que los demás jugadores también caigan, en ese caso terminará la partida (Dato curioso: el último jugador en caer hace la animación de tumbarse, pero sin armas, no como los demás que simplemente caen).
Las Perk-a-Cola o ventajas que se pueden comprar en los tres mapas de DLC del modo Zombis Nazis son:
-Jugger-Nog: Permite al jugador aumentar en gran medida su salud. Ventaja imprescindible para jugar en rondas altas. Cuesta 2500 puntos.
-Quick Revive: Al jugar solo no sirve para nada. (En posteriores juegos como Black Ops o Black Ops 2 te permite autoreanimarte cuando mueres). Al jugar en multijugador te permite revivir mucho más rápido a tus compañeros caídos. Cuesta 1500 puntos.
-Double Tap Root Beer:  Te permite aumentar en gran medida tu cadencia de disparo, pero a la vez te quedas antes sin munición. Cuesta 2000 puntos.
-Speed Cola: Te permite recargar mucho más deprisa. Cuesta 3000 puntos.
Nazi zombies posee cuatro mapas, de los cuales tres son contenido descargable, esto mapas son; «Nacht der Untoten» (en alemán, «Noche de no muertos»), primer mapa del juego, y el único que no es DLC. La acción transcurre en Alemania en 1945, donde encarnamos al único sobreviviente de un accidente aéreo . La casa consta de tres espacios separados por escombros y una puerta que para atravesar hay que comprar por 1000 puntos cada uno. «Verrückt» (en alemán, «Manicomio»), el cual es el primero en incluir «ventajas» (llamadas en el juego como Perk-a-Cola), trampas eléctricas y minas. La peculiaridad de este mapa es que los jugadores aparecen separados en las dos alas del manicomio y sólo se pueden juntar abriendo puertas o encendiendo la electricidad (cosa que también da acceso a las trampas y ventajas); Shi No Numa (en japonés, «Pantano de la muerte»), un escenario ambientado en un pantano lleno de gusanos y cadáveres. Los zombis de este mapa no son nazis, sino soldados del Imperio del Japón, además, es el primer escenario en mostrar como enemigos a perros (llamados en el juego como «Hellhounds») que aparecen cada cinco rondas aproximadamente. En este mapa las ventajas no están en un mismo sitio, sino que aparecen en unos lugares predeterminados, pero al azar. También aparece el arma Wunderwaffe DG-2, un arma con un gran poder destructivo, aunque sólo da 1000 puntos por todas las muertes que puede hacer en un solo disparo. Y por último, «Der Riese», (en alemán, «El gigante») el cual es cuarto y último mapa del juego. Éste se desarrolla en un centro de investigación, en Polonia, y tiene como enemigos a zombis y hellhounds (cada cinco rondas una de hellhounds aproximadamente y a partir de la 16 también aparecen intermitentemente entre los zombis) y, al igual que en Shi No Numa, cada ronda de perros zombi nos da munición máxima. Además, este es el primer escenario en mostrar el «Pack-a-punch», una máquina que se presenta como actualizador de armas que por el módico precio de 5000 puntazos nos mejora el cargador, la munición máxima de la que disponemos, la potencia y la cadencia de los disparos. Además de darle un nuevo nombre y una textura plateada.
Los personajes de Nazi zombies son los siguientes: El primero es el estadounidense Tank Dempsey, exprisionero de guerra de los japoneses, el cual logra escapar acabando con todos sus captores. Dempsey es el estereotipo del héroe de guerra exagerado y es visto por sus compañeros como un idiota debido a su baja inteligencia, aunque esto no es obstáculo a la hora de luchar contra los zombis. El segundo es el soviético Nikolai Belinski. Belinski comenzó a ascender en las filas políticas de la URSS matando a su oficial. Nikolai está basado en el estereotipo de un ruso: Un comunista, orgulloso patriota y gran fanático del vodka. El tercer personaje es el japonés Takeo Masaki. Takeo nació en una familia poderosa de Japón, de la cual todos eran samuráis (y él no era la excepción); y fue un orgulloso capitán en el Ejército Imperial. Ahora, ha redirigido sus esfuerzos en luchar contra los zombis, además de que medita sobre diversas cuestiones filosóficas a lo largo de las partidas de Nazi zombies. Takeo es el más serio del grupo de supervivientes, y además el que menos habla en el grupo. Por último está el alemán Edward Richtofen, un doctor el cual siempre fue un genio a la hora de torturar y extraer información de sus víctimas. Tras la llegada al poder de los nazis, éste empezó a investigar junto al doctor Maxis los usos del elemento 115 y juntos crearon a los zombis, sin embargo, sus compañeros no lo saben con certeza, sólo lo sospechan. Esto es parte de la trama argumental de los zombis.

## Desarrollo

### Producción
World at War fue anunciado el 23 de junio por Activision y Treyarch, el cual iba a ser lanzado a finales de 2008 y establecido en la Segunda Guerra Mundial. El juego tuvo un ciclo de desarrollo de aproximadamente de dos años, el doble que el título anterior de Treyarch, Call of Duty 3. El juego es impulsado por una versión perfeccionada de Call of Duty 4: Modern Warfare, con varias mejoras hechas al modelo de físicas y audio. Una mejora destacada es el uso del fuego, el cual se propaga en el césped, plantas y árboles. Kiefer Sutherland (conocido de la serie 24) y Gary Oldman (conocido de múltiples películas como la serie Harry Potter), ambos formaron parte del juego como actores de voces. Sutherland es la voz del personaje narrador de la campaña americana, el Sargento Roebuck; mientras que Oldman es la voz del narrador soviético, el Sargento Reznov. Treyarch, para obtener una captura de movimiento más realística, construyó y usó una réplica de tamaño real de un PBY Catalina.
La música de Call of Duty: World at War fue compuesta por Sean Murray. Murray fue contratado después de que Brian Tuey, director de audio de Treyarch, el cual contactó a Murray. Murray afirmó que ellos habían trabajado juntos antes en True Crime: New York City, la secuela al primer True Crime: Streets of LA, además, Murray afirmó que «él [Brain Tuey] sabía que yo aportaría un acercamiento fresco a Call of Duty: World at War». Esto también llevó a que Adam Levenson, el director de audio de Activision, sea llamado para ayudarlos. Murray dijo que él quería hacer que la música sea más divertida e intensa, pero además quería «un camino musical específico que siga al alma de la jugabilidad».
La nueva tecnología de oclusión, la cual cambia el sonido hecho por objetos cercanos dependiendo de los objetos que bloqueen su trayectoria, como muros, ha sido agregada a World at War. El juego tiene varios niveles de sonido «sordo» dependiendo de los objetos que pase a través, como un sonido más sordo a través de un muro grueso comparado un sonido ligeramente sordo a través de un muro delgado. Por la primera vez en un juego de Call of Duty, el jugador es capaz de conocer la diferencia entre alguien caminando al lado del jugador y alguien caminando arriba o debajo de este, así como la diferencia entre un disparo efectuado a distancia y uno cercano, pero detrás de un objeto sólido.
El equipo de audio de World at War viajó a un desierto con montañas a ambos lados para probar las frecuencias de sonidos hechas por armas de la Segunda Guerra Mundial. Para lograr un sonido más realista sobre el disparo de las armas, se colocó a una persona con armas de la Segunda Guerra Mundial, posteriormente, a 60 yardas (54,9 m) delante de este se instalaron micrófonos, y a unas 60 yardas detrás de él, otros micrófonos, para así, probar los ecos. Después esto fue replicado y desarrollado en el estudio para el programa del juego. Esto significa que los jugadores serán capaces de precisar el disparo de un rifle francotirador y escuchar el disparo y eco del tiro de una forma realista, así como escuchar el chasquido inicial de una granada de mano explotando y luego el fuerte «whoosh» que empieza cuando explota la granada, y termina detrás del jugador.

### Actualizaciones
Tras el lanzamiento del videojuego, Treyarch lanzó posteriormente varias actualizaciones para la mejora tanto del juego en sí como del modo multijugador. A continuación, se presentan todas las actualizaciones para la versión de Microsoft Windows:
El 11 de noviembre de 2008 —el mismo día del lanzamiento del juego— Treyarch publicó un parche (1.1) en donde se corrigieron varios errores de software del modo multijugador.
El 6 de febrero de 2009, un parche (1.2) fue lanzado con la intención de corregir errores de sonido, servidores dedicados y algunos errores presentados en los mapas multijugador. Además, se lanzó un nuevo mapa gratuito, «Makin Day», una versión diurna del mapa «Makin».
El 4 de marzo de 2009, otro parche (1.3) fue publicado para Microsoft Windows. Esta actualización mejoraba en gran medida los registros de las partidas multijugador, incluyendo victorias y derrotas, fechas, nombres de equipos, entre otras. También se mejoró el balance de audio para Windows Vista.
El 9 de abril de 2009, Treyarch lanzó el parche 1.4. Esta versión agregó los tres nuevos mapas multijugador: «Knee Deep», «Nightfire» y «Station», además de agregar un mapa para Nazi zombies, «Verrückt», con más armas y opciones de defensa para el jugador. También se corrigieron algunos errores presentados en los tanques al momento de utilizarlos. Otras opciones para el modo Hardcore fueron agregadas, entre ellas, penalizaciones a aquellos jugadores que atenten contra su propio equipo.
Ese mismo día, se lanzó un parche (1.4.1) exclusivo para Alemania que corregía errores de ciertos objetos que aparecían blancos completamente y sin textura.
El 17 de julio de 2009, se publicó la actualización 1.5 la cual agregaba los tres cuatro nuevos mapas: «Banzai», «Corrosion», «Sub Pens» y «Shi No Numa».

### Banda sonora
Call of Duty: World at War Original Soundtrack es la banda sonora de la música del videojuego Call of Duty: World at War. Fue compuesta en su totalidad por Sean Murray. La banda sonora está compuesta por un total de 19 pistas, en un total de 56 minutos y 33 segundos de material grabados. La música en el juego varía según el personaje se encuentre en los distintos mapas que conforman las misiones de Call of Duty: World at War, la tensión del momento, y la escena en que se le presente el jugador en momento determinado, como por ejemplo ataques sorpresas, tiroteos o huidas.
Sean Murray, en una entrevista habló sobre la banda sonora del juego.

«[...] Ese era el riesgo, después de [Call of Duty 4] Modern Warfare, teníamos que volver a la Segunda Guerra Mundial, y era un gran riesgo que tomar, pero me sentí obligado por mí mismo a cumplir con mi trabajo [...] Sabíamos que íbamos a tener que permanecer dentro de la expectativa de Call of Duty, que teníamos que hacer algo grande».

| Call of Duty: World at War Original Soundtrack (56:33) |                      |          |  |
| N.º                                                    | Título               | Duración |  |
| 1.                                                     | «American Theme»     | 3:42     |  |
| 2.                                                     | «Ambushed Again»     | 2:36     |  |
| 3.                                                     | «Heroes End»         | 1:25     |  |
| 4.                                                     | «Move Soldier»       | 2:10     |  |
| 5.                                                     | «Russian Theme»      | 1:53     |  |
| 6.                                                     | «Fountain»           | 0:58     |  |
| 7.                                                     | «Dog Fire»           | 3:18     |  |
| 8.                                                     | «Brave Soldat»       | 2:44     |  |
| 9.                                                     | «Stalin Push»        | 0:58     |  |
| 10.                                                    | «Forest Fight»       | 2:40     |  |
| 11.                                                    | «Kill 'em»           | 0:53     |  |
| 12.                                                    | «Fighting Mad»       | 1:39     |  |
| 13.                                                    | «Final Push»         | 3:29     |  |
| 14.                                                    | «Slayem»             | 1:15     |  |
| 15.                                                    | «Zeros Alt»          | 2:09     |  |
| 16.                                                    | «Hells Gate»         | 1:23     |  |
| 17.                                                    | «Chernov»            | 1:24     |  |
| 18.                                                    | «Fight Paliamen»     | 2:23     |  |
| 19.                                                    | «Credits Soundtrack» | 19:34    |  |

## Promoción y lanzamiento
El primer avance del videojuego se estrenó en Xbox Live Market el 21 de junio de 2008, y estuvo disponible cinco días más tarde en PlayStation Network. Una versión beta del modo multijugador del juego fue lanzada para Xbox 360 el 10 de octubre de 2008. El 28 de octubre, la versión beta para PC fue lanzada. A aquellos que pre ordenaron el juego en GameStop, GAME y EB Games en Australia o Estados Unidos o a los miembros del sitio web CallofDuty.com se les dieron códigos que les permitieron descargar versiones beta del juego.
La edición coleccionista de World at War fue lanzada el 11 de noviembre de 2008 en Norteamérica y el 14 de noviembre de 2008 en Europa. Incluye varios objetos de bonificación, entre ellos una cantimplora de acero inoxidable impresa con el logo de la saga Call of Duty. También otorga a los jugadores acceso a un arma desbloqueable y la oportunidad de obtener doble puntos de experiencia en el modo multijugador en línea, así como también una etiqueta de color de clan para resaltar el estado VIP del jugador. Esta edición del juego solo está disponible para las plataformas Microsoft Windows y Xbox 360.

### Contenido descargable

#### Primer contenido descargable
El 10 de febrero de 2009, Activision y Treyarch anunciaron que estaban desarrollando contenido descargable para Call of Duty: World at War, el cual sería lanzado para el 19 de marzo de 2010 para Microsoft Windows, PlayStation 3, y Xbox 360. El contenido se promocionó por Internet con vídeos, por medio de la página oficial de World at War, y por Youtube, esto meses antes a su lanzamiento. El nombre del contenido es Map Pack 1, y el precio de este es de 800 Microsoft Points (€10/$10 aproximadamente). Este contenido incluye cuatro nuevos mapas multijugador: «Nightfire», el cual toma lugar en las calles asoladas de Berlín; «Knee Deep» incluye varias fortificaciones japonesas destruibles; y «Station», el cual consiste en los restos dañados de una estación de U-Bahn. El cuarto mapa, titulado «Verrückt», es un mapa para el modo Nazi zombies, este incluye nuevas armas y mejoras para el juego, con la intención de expandir la experiencia y diversión de este.

#### Segundo contenido descargable
El 30 de abril de 2009, Activision y Treyarch anunciaron su segundo contenido descargable, llamado posteriormente como Map Pack 2, el cual sería publicado el 11 de junio de 2009. El contenido incluye cuatro nuevos mapas multijugador. Al igual que el contenido anterior, este también cuesta 800 Microsoft Points (€10/$10 aproximadamente). El primer mapa es «Shi No Numa» (en japonés, «Pantano de la muerte»), el cual es una nueva mapa para el modo cooperativo Nazi Zombies, en donde el ambiente del mapa es un pantano rodeado por una jungla. El contenido además incluye como nuevos enemigos a los Hellhounds, la Wunderwaffe DG-2 como una nueva arma, y diez trofeos/logros nuevos. Además, incluye cuatro nuevos personajes, estos son el Marine estadounidense Tank Dempsey, el soviético del Ejército Rojo Nikolai Belinski, el alemán nazi Edward Richtofen, y por último, el japonés Takeo Masaki. Los otros tres mapas son; «Banzai», mapa el cual ambienta un jungla junto con un río con puente, además de túneles; «Corrosión», un mapa situado en un varadero de trenes en Rusia en el cual se pueden encontrar tuberías y vagones de tren rotos por montón; y por último, «Sub Pens» un mapa situado en una base de submarina japonesa bombardeada, además de presentar un ambiente lluvioso.

#### Tercer contenido descargable
El 20 de julio de 2009, Activision y Treyarch anunciaron su tercer contenido descargable, Map Pack 3, el cual fue lanzado el 6 de agosto de 2009. El contenido consiste de cuatro nuevos mapas, de los cuales tres son multijugador; «Battery», el cual tiene lugar en unas posiciones costeras de artillería abandonadas del Pacífico; «Breach», mapa que se encuentra en las calles atestadas de Berlín, en Alemania. Está cerca de la Puerta de Brandenburgo; y por último, «Revolution», mapa que se basa en una ciudad industrial en Rusia. El cuarto mapa del contenido es para el modo de juego Nazi Zombies, el mapa es «Der Riese» (en alemán, «El Gigante»), el cual se desarrolla en una fábrica, y tiene como enemigos a zombis y hellhounds juntos, pero que aparecen de forma intermitente. El mapa viene con nuevas armas, como una «Monkey Bomb», la cual es un juguete en forma de mono, el cual atrae a los zombis, posteriormente el explota, junto con todos los zombis en su cercanía. También fue agregada una máquina llamada «Pack-a-Punch Machine», la cual actualiza las armas.

### Ediciones especiales
Call of Duty: World at War Limited Collector's Edition fue el lanzamiento de Call of Duty: World at War, además de objetos de regalo, entre ellos, una cantimplora de acero inoxidable impresa con el logo de la saga Call of Duty. También otorga a los jugadores el acceso al FG-42 desbloqueable para usarse en una clase de armas creadas por el jugador, y la oportunidad de obtener doble puntaje de experiencia en el modo multijugador en línea, así como también una etiqueta de color de clan para resaltar el estado exclusivo del jugador. Esta edición del juego solo está disponible para las plataformas Microsoft Windows y Xbox 360, y fue lanzada el 11 de noviembre de 2008 en Norteamérica y el 14 de noviembre de 2008 en Europa. Su precio es de 69,99 USD (€50) para la versión de PC, y de 79,99 USD (€57) para Xbox 360.
Posteriormente, fue lanzado Call of Duty: The War Collection, edición especial que consistía en un paquete con los títulos Call of Duty 2 y Call of Duty 3, junto con World at War. Su fecha de lanzamiento fue en junio de 2010, y su precio es de aproximadamente de 59,99 USD (€42). La edición solamente está disponible para Xbox 360.

## Recepción

### Críticas

#### Anglosajonas
Tras su lanzamiento, Call of Duty: World at War fue recibido con críticas generalmente positivas. El juego posee actualmente una puntuación agregada de 84 % para la versión de Microsoft Windows, y una agregado de 86 % y 85 % para las videoconsolas Xbox 360 y PlayStation 3, respectivamente, en el sitio web Metacritic; y un puntaje entre 78 y 86 % en todas sus versiones de videoconsolas, incluyendo la de Nintendo DS y Wii.
IGN aplaudió a la desarrolladora Treyarch por su decisión de situar a World at War en el ambiente del Frente del Pacífico de la Segunda Guerra Mundial, pero también notó que el alcance de la campaña rompía la continuidad del argumento, con algunas misiones tomando lugar varios años después de otras y desbaratando el flujo narrativo. Además, se elogió la adición del modo cooperativo porque ayuda a incrementar la rejugabilidad del título; y el modo multijugador fue descrito como «definitivamente un área donde World at War sobresale». IGN concluyó argumentando que World at War es un «juego de acción sólido y confiable con mucho que ofrecer al jugador casual y al hardcore por igual».
La principal crítica de la Revista Oficial Xbox se basó argumentando que Treyarch no se había expandido luego del éxito de Call of Duty 4: Modern Warfare, y que «había creado una secuela de juego seguro» que usaba elementos de Call of Duty 4, pero que, sin embargo, no agregaba «nada propio digno de mención». Otros errores señalados por el crítico Ryan McCaffrey incluyeron la falta de emoción en la trama de la campaña, y las pocas diferencias entre las misiones de la campaña del Pacífico y las europeas, expresando que «podrías solo estar andando a través de otro pueblo europeo con muchos más árboles». En resumen, el juego fue descrito como «una expansión en la saga Call of Duty más que un juego completo».
GameSpot elogió al juego por «una representación más oscura y cruda del ambiente de la Segunda Guerra Mundial», pero al mismo tiempo declaró que el título usa «material muy usado». Algunos puntos positivos resaltados por el crítico Chris Watters incluyen el «diálogo bien actuado» de los personajes Roebuck y Reznov, así como la sólida campaña de un jugador. Describiendo al juego, afirmó que al regresar a la Segunda Guerra Mundial «World at War logró grandeza, pero cae corto de excelencia».
1UP.com notó la significativamente incrementada violencia gráfica y sangrienta (incluso sobre Call of Duty 4, el cual fue clasificado por la ESRB como «Mature») como una mejora positiva en el realismo diciendo: «Mientras los enemigos morían en masa en anteriores títulos, la mutilación y la sangre no estaban presentes. Ya no es el caso: aquí, piernas son amputadas, los hombres lloran en agonía mientras buscan partes de su cuerpo perdidas, y gotas de sangre vuelan mientras las balas penetran la carne». Posteriormente aclaró que «World at War retrata el horror de la Segunda Guerra Mundial más preciso que nunca antes, e incluso podría parecer que los militares presenciaron eventos similares».

#### Hispanoamericanas y españolas
En Vandal.net, Call of Duty: World at War obtuvo una puntuación de 9 sobre 10 en las versiones de PC, Xbox 360 y PlayStation 3. En el análisis, los autores Macarena Mey y Pedro Iglesias describen al juego como «un título que ningún aficionado a los shooters debería dejarlo escapar». Además, destacó «el cooperativo de hasta cuatro jugadores, lo que sin duda proporcionará horas y horas de diversión». Sin embargo, indicó que «Call of Duty: World at War no sea tan bueno como su antecesor [Modern Warfare], o más bien, no sorprenda tanto como lo hizo aquel». Por otro lado, las versiones de Nintendo DS y Wii, sin recibir un análisis oficial de la página, obtuvieron, por parte de los usuarios del sitio, una puntuación de 5,5 y 8,5 sobre 10, respectivamente.
El portal en línea de análisis y reseñas sobre videojuegos Meristation, calificó a World at War como «Muy Bueno» y le otorgó una puntuación de 8 sobre 10 al juego desarrollado por Treyarch, destacando «el nuevo modo cooperativo para hasta cuatro jugadores, el tono más oscuro y sangriento de la campaña rusa, y más de los excelentes resultados de Modern Warfare». Sin embargo, añadió los contras del juego, argumentando que el título es «prácticamente idéntico al último Call of Duty en gráficos, misiones y situaciones», y explicando que, a pesar de «traer mucha diversión», el modo multijugador posee «algunos cambios poco acertados». Agregó que World at War «no decepcionará a nadie, salvo a aquellos que esperaban el más mínimo cambio respecto a su antecesor». Conjuntamente, califica en forma positiva al modo Nazi zombies de «extra divertido, con su cuota de rejugabilidad». Acabó concluyendo que el título «podrá traer mucha diversión, sobre todo por el modo cooperativo». A su juicio, argumentó que cuando Treyarch «cuenta con el tiempo y recursos como para hacer un trabajo notable, lo hace. Y callará muchas voces».
El sitio en español, VicioJuegos.com calificó con un 91 y 90 % en las versiones de PS3 y Xbox 360, respectivamente. En dos distintos análisis del sitio web se argumenta que «World at War logra ponerse a la altura de su antecesor, incorporando novedades que marcan los nuevos derroteros de la saga». «Sin duda una de las grandes baza de la saga y que World at War no ha pasado por alto», agregó el sitio, refiriéndose a su sonido, incluyendo además el doblaje al español y los efectos sonoros, tachándolos de «sobrecogedor [...], excelso [...] y más que correcto». No obstante, calificó como negativo el hecho de que el título «es corto e innova poco»; y que «[se crea] recelo hacia Treyarch, [debido a] que ha subestimado desde un principio las virtudes de este título». Además, indicó que el sistema de juego «apenas innova respecto a su predecesor»; y que sus gráficos «son bastante irregulares». Como explicación final, indicó que «[..] en Treyarch, se ha presentado un título capaz de rivalizar con su antecesor y consolidando [...] una saga memorable», y que «se le puede achacar que apenas innove».

### Ventas
Call of Duty: World at War fue el segundo juego más vendido en noviembre de 2008 en los Estados Unidos, con ventas de más de 1,41 millones de unidades. Las versiones para Xbox 360 y PlayStation 3 fueron el segundo y el noveno juego más vendido de diciembre de 2008 en Estados Unidos, vendiendo más de 1,33 millones y 533 000 copias, respectivamente. La versión de Xbox 360 fue el sexto juego más vendido de 2008, con más de 2,75 millones de copias vendidas.
La versión de Wii logró el puesto 19 del juego más vendido y el juego de Wii más vendido de diciembre de 2008 en los Estados Unidos. El título recibió un interés particular en el Reino Unido, donde dobló el monto de ventas en la primera semana comparado a Call of Duty 4: Modern Warfare en PS3 y Xbox 360. Además, el título se convirtió en el tercer videojuego más rápidamente vendido en el Reino Unido detrás de Grand Theft Auto IV y Grand Theft Auto: San Andreas. Ya para junio de 2009, Call of Duty: World at War vendió más de 11 millones de copias en todo el mundo.

## Otras versiones

### Nintendo DS

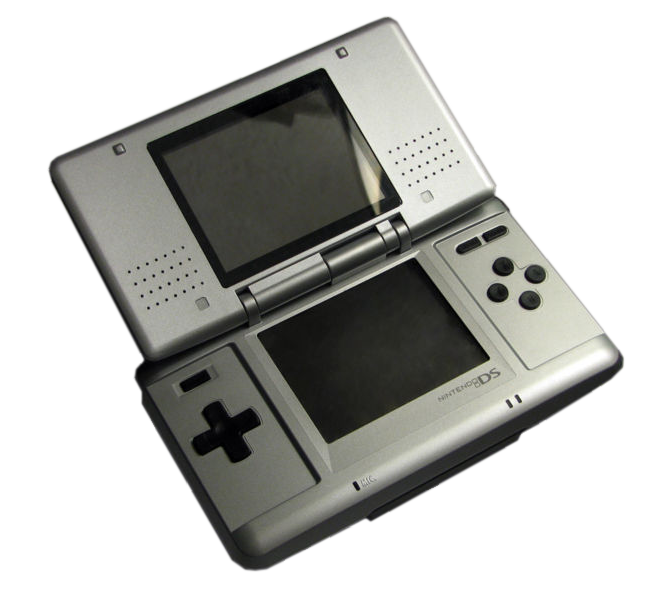
La Nintendo DS es una de las consolas en donde World at War desarrolló uno de sus títulos derivados.

Un spin-off de Call of Duty: World at War fue lanzado para Nintendo DS el 11 de noviembre de 2008 en Norteamérica; y el 14 de noviembre de 2008 en Europa. Fue distribuido por Activision, y desarrollado por n-Space, compañía la cual utilizó el mismo motor de videojuego que el título anterior, Call of Duty 4: Modern Warfare. Los escenarios del argumento del título discurren en el Frente del Pacífico y el Oriental, con las campañas estadounidense, británica y soviética. El contenido multijugador en línea puede soportar hasta cuatro jugadores, el cual posee cuatro mapas en total, y además, tiene el sistema de rangos y pertrechos. En comparación con Modern Warfare, el nivel de renderizado gráfico ha mejorado en cuanto a la forma de moverse, trotar y agacharse del jugador, la cual logra un nivel de geometría 3D, en vez de título anteriores, los cuales solamente lograban gráficos comparados a 2D. Sin embargo, el lanzallamas sigue manteniendo una renderización en 2D. Los jugadores pueden desactivar minas y enviar códigos Morse con la pantalla táctil, al igual como poder enviar morteros, armas antiaéreas en un buque de guerra, manejar un paracaídas, y el uso de armas montadas. También hay un modo que permite el uso del arma principal, y al mismo tiempo, hacer uso de las ametralladoras.

### PlayStation 2

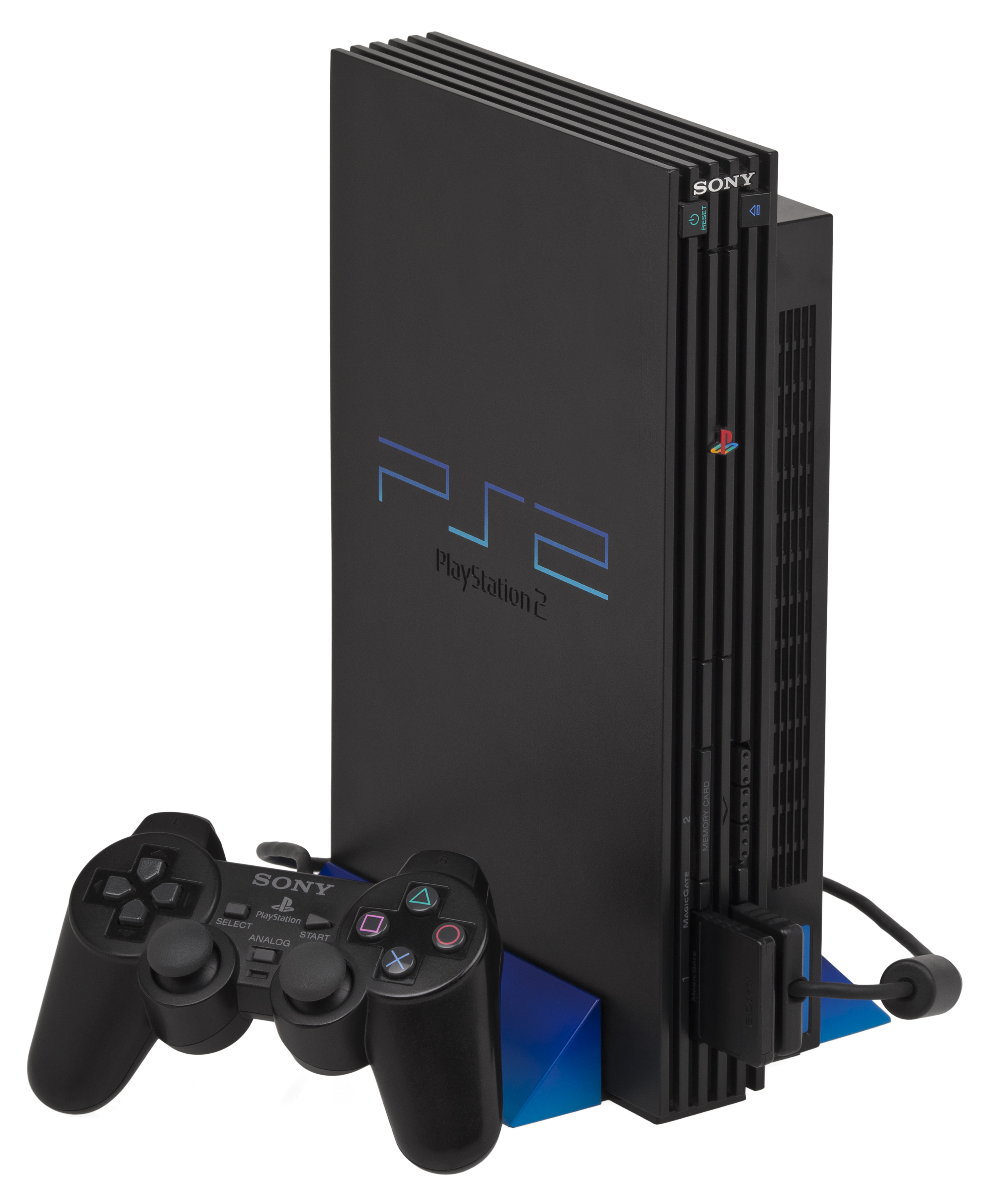
Call of Duty: World at War Final Fronts fue el spin-off de World at War desarrollado únicamente para PlayStation 2.

La versión para PlayStation 2, llamada Call of Duty: World at War Final Fronts, defiere significativamente de la versión principal. Desarrollado por Rebellion Developments, Final Fronts cuenta con 13 misiones, las cuales todas discurren ya casi en el final de la Segunda Guerra Mundial. Además de las campañas estadounidense y soviética, el título incluye una tercera campaña, la cual trata del Ejército británico en su avance por el río Rin. Las misiones tienen ambientes de infiltración, infanterías, francotiradores, asaltos a gran escala, entre otros.
La campaña estadounidense sigue al Soldado Joe Miller y al equipo igual al del World at War original, sin embargo, Miller en este título pertenece a la 2.ª División de la Infantería de la Marina, en vez de la 1.ª. En la campaña de Europa occidental, el jugador asume a Lucas Gibson, soldado de la 80.ª División de Infantería estadounidense. Las misiones tienen como ambiente a Luxemburgo y Austria. En la mayor parte de la campaña de Europa, el jugador asume el rol del Soldado Tom Sharpe, de la 6.ª División Aerotransportada británica. A diferencia de la versión para PlayStation 3, PC o Xbox 360, Call of Duty: World at War: Final Fronts no incluye contenido multijugador en línea, y tampoco tiene un modo de Nazi zombies.
Al igual que otras versiones, el juego incluye dos misiones en las que se da uso al lanzallamas, y una misión para uso de un tanque, sin embargo, este último no da la posibilidad de conducir el tanque con total libertad, sino que solamente la torreta de este. Mientras que el lanzallamas es usado a una pequeña escala. Por último, el ataque cuerpo a cuerpo (o melee attack) no es con un cuchillo o alguna otra arma blanca, como en las versiones de PS3 y Xbox 360, sino que simplemente es la culata del arma.

### iPhone y iPod Touch
Treyarch y Ideaworks Studios publicaron Call of Duty: World at War: Zombies, un videojuego para iPhone y iPod touch. Originalmente contiene el mapa Nacht Der Untoten, y además como contenido descargable se pueden obtener los mapas Verrückt, Shi No Numa y Der Riese. El título soporta hasta cuatro jugadores a través de internet inalámbrico, y dos jugadores a través de Bluetooth. Las redes celulares son actualmente compatibles para jugar en línea. El título fue lanzado mundialmente el 16 de noviembre de 2009.